# 湯銘雄
湯銘雄（1952年—1997年7月21日），臺灣計程車司機，縱火犯。他在1989年間犯下《中華民國刑法》妨害秩序罪，判處有期徒刑6個月確定，同年10月30日執行完畢；其又於1992年11月21日喝酒之後用打火機引爆了瓦斯桶縱火燒毀臺北市撫順街「神話世界KTV」，結果造成16人罹難（其中一人是知名藝人余天弟弟余龍），之後被判處死刑。1997年7月11日，中華民國最高法院判處死刑定讞，10天之後（同年7月21日）被槍決，享年45歲。
羈押期間出於悔意，湯銘雄寫了16封信向神話世界KTV縱火案每位死者家屬道歉；死者杜勝男的姊姊杜花明親自來到看守所向湯銘雄表示原諒，並且向上帝祈求給湯銘雄自新的機會。湯銘雄之後受洗為基督徒，他在獄中誠心悔過；當他自己決定器官捐贈之後，就避免飲酒、積極運動。1997年7月21日，湯銘雄以一身潔白的服裝接受死刑槍決。監獄教誨師黃明鎮轉述，執行槍決當天晚間，獄所人員問湯銘雄為何要如此喜樂？湯銘雄回答：「因為我真的是要去旅行，高興得還睡不著覺」。
這段經歷後來被導演吳秀菁拍攝成為紀錄片《回家》 ，並且授權中華民國法務部作為宣教影片。   

## 相關影視作品
- 珍珠人生